# Groszkówka rzeczna
Groszkówka rzeczna (Pisidium amnicum) – gatunek bardzo małego małża słodkowodnego.

## Opis

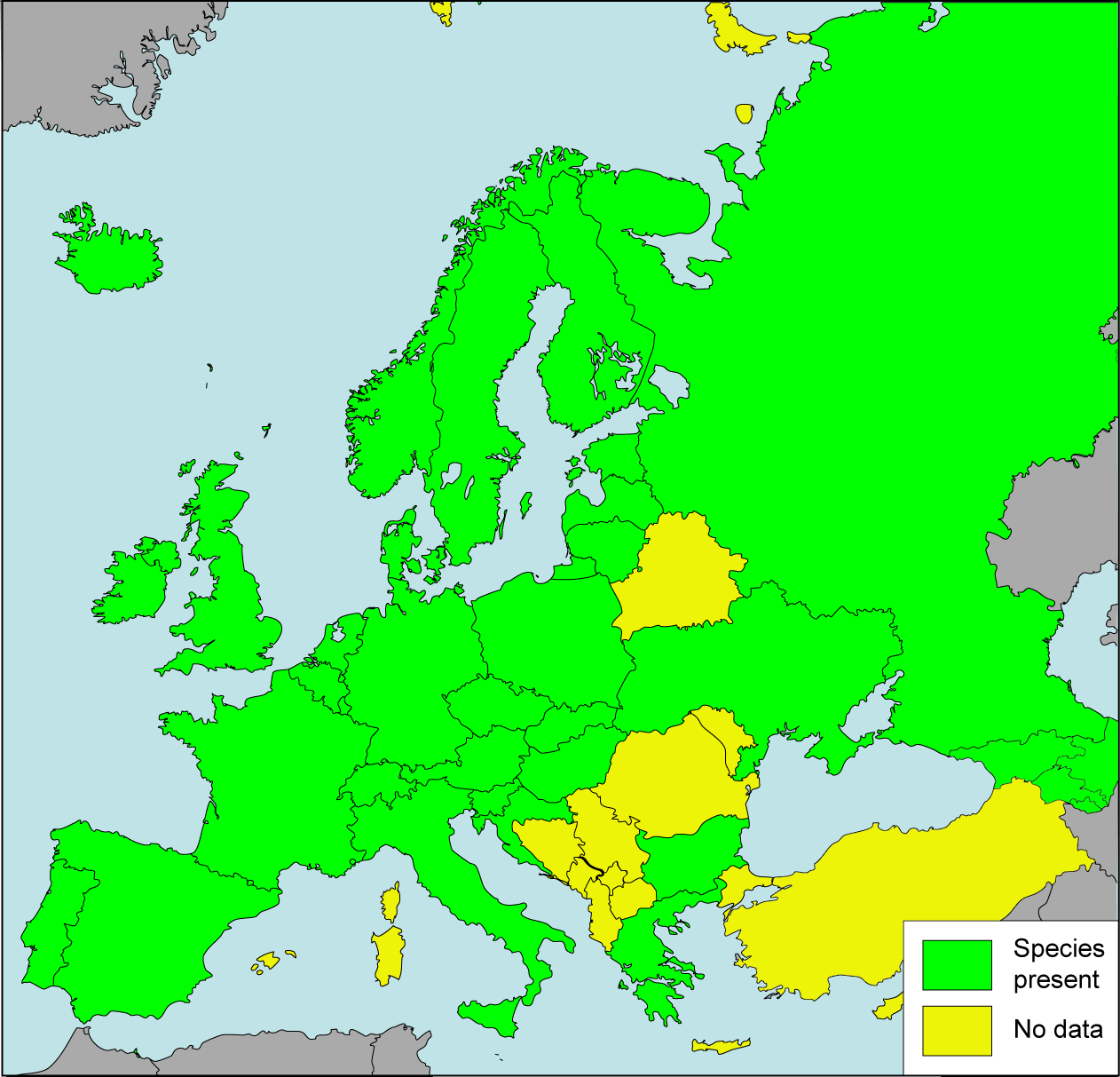
Występowanie groszówki rzecznej w Europie:
- zielony – występuje,
- żółty – brak danych

Chociaż małż ma tylko 9 mm długości, groszkówka rzeczna jest znacznie większa niż większość pozostałych gatunków z rodzaju Pisidium i ma dość grubą, koncentrycznie prążkowaną powłokę.